# Saurita stryma
Saurita stryma là một loài bướm đêm thuộc phân họ Arctiinae, họ Erebidae.